# Maksymin Daja
Maksymin Daja (lub Daza), Gaius Galerius Valerius Maximinus (ur. 20 listopada 270, zm. 313 w Tarsie) – cesarz rzymski, jeden z tetrarchów, panujący w latach 310–313.

## Życiorys
Pochodził z Illyrikum, był synem siostry Galeriusza, później (305) przez niego adoptowanym. Według Laktancjusza, dzięki pokrewieństwu szybko awansował w armii, do której wstąpił będąc prostym pasterzem z chłopskiej rodziny, wkrótce przeniesiony do przybocznej straży cesarskiej (jako scutarius, protector), a następnie mianowany trybunem.
Po abdykacji Dioklecjana wraz z Maksymianem i podniesieniu Galeriusza do godności augusta w 305, otrzymał przy nim tytuł cezara jako wielkorządca diecezji obejmującej południowo-wschodnią część Azji Mniejszej i Syrię z Egiptem (dioecesis Orientis). Na zjeździe tetrarchów w Carnuntum (308) wujowi nie udało się pozyskać dla niego tytułu augusta, dopiero w dwa lata potem został nim ogłoszony przez własne wojska, co Galeriusz zalegalizował. Po jego śmierci (311) opanował resztę Azji Mniejszej przy poparciu ludności zjednanej ulgami podatkowymi. Wywołało to konflikt z Licyniuszem, zażegnany jednak pertraktacjami na Bosforze odsuwającymi czasowo groźbę wojny domowej. Później (312-313) miał prowadzić udane działania przeciwko Armenii i Persom Szapura II, za co otrzymał (wraz Konstantynem i Licyniuszem) zwycięski tytuł Persicus.
Ostatecznie zerwał rozejm z Licyniuszem w 313: wykorzystując konflikt Maksencjusza z Konstantynem na zachodzie, zaatakował jego trackie posiadłości i zajął Bizancjum, zamierzając następnie kierować się ku Italii. Pokonany przez Licyniusza 30 kwietnia 313 w rozstrzygającej bitwie na Campus Ergenus w pobliżu Adrianopola, schronił się najpierw do Nikomedii. Poniósł śmierć w sierpniu tego samego roku, najpewniej popełniając samobójstwo w cylicyjskim Tarsie obleganym przez wojska Licyniusza.

## Ocena panowania
Mimo niskiego pochodzenia i braku wykształcenia, Daja miał wspierać ludzi nauki i literatury, którymi chętnie się otaczał. Na jego prymitywny charakter istotny wpływ miał jednak alkohol, wskutek czego tracił nad sobą panowanie, przejawiając wówczas brutalność i okrucieństwo. Współczesny nam historyk wydaje o nim zwięzłą opinię: „Był dobrym żołnierzem, ale też okrutnikiem, pijakiem i rozpustnikiem”.

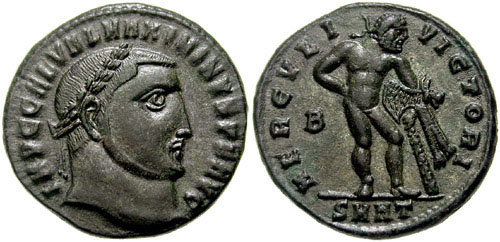
Moneta z wizerunkiem Herkulesa jako patrona zwycięstwa

Jako wyznawca tradycyjnej religii Maksymin wspierał i odnawiał jej popularne kulty (np. Serapisa, Jowisza, Apollina, Tyche-Fortuny, Herkulesa), usiłował też nadać im organizację wzorowaną na chrześcijaństwie z hierarchią kapłańską podległą zwierzchnikom prowincji (arcykapłanom). Uważany za fanatyka, wyróżniał się wśród tetrarchów wykonując gorliwie i bezwzględnie edykty Dioklecjana dotyczące prześladowania chrześcijan, co częściowo podyktowane było chęcią pozyskania wpływowych i zamożnych środowisk pogańskich w podległych mu krajach. Chrześcijanom zakazywano zgromadzeń na cmentarzach, więziono ich i usuwano z miast na wniosek administracji, skazywano też na śmierć. Ofiarą represji padli jako męczennicy m.in. biskup Piotr z Aleksandrii i Lucjan, założyciel katechetycznej szkoły w Antiochii. Ponadto prowadzono żywą propagandę antychrześcijańską poprzez rozpowszechnianie obciążających pism z zarzutami. Maksymin zaprzestał na krótko prześladowań po ogłoszeniu edyktu tolerancyjnego Galeriusza, lecz później wznowił je, by ostatecznie zrezygnować z nich wiosną 313 po klęsce zadanej mu przez Licyniusza, przypuszczalnie w zamiarze spóźnionego pozyskania chrześcijan dla ocalenia swej władzy.